# Danh sách vua Jordan
Vua của Vương quốc Hashemite Jordan là nguyên thủ quốc gia và là quốc vương của Jordan. Ông là người đứng đầu vương triều Hashemite của nền quân chủ Jordan và được gọi bằng danh xưng Bệ hạ (صاحب الجلالة). 

## Lịch sử
Chế độ quân chủ Jordan được thành lập vào năm 1921 với sự giúp đỡ của Anh. Những người con trai của Sherif Hussein ibn Ali đều được phong làm vua của Iraq và Jordan. Tại Jordan, Abdullah I được lập làm Emir của Transjordan, một tước vị mà ông nắm giữ từ ngày 11 tháng 4 năm 1921 cho đến khi Transjordan giành độc lập vào ngày 25 tháng 5 năm 1946 với tên gọi Vương quốc Hashemite Jordan. Abdullah được suy tôn làm vua hợp pháp đầu tiên của nước này. Tên của đất nước đã được rút ngắn thành Vương quốc Hashemite Jordan vào ngày 3 tháng 4 năm 1949. Vương triều Hashemite bắt nguồn từ Hejaz mà bây giờ là một phần của Ả Rập Xê Út.

## Hoàng kỳ

Hoàng kỳ của nhà vua

## Danh sách vua Jordan (1921–nay)

### Emirate của Transjordan(1921–1946)
| Tên                               | Tuổi thọ                                      | Bắt đầu trị vì     | Kết thúc trị vì     | Ghi chú                                                                | Dòng dõi  | Hình                  |
| --------------------------------- | --------------------------------------------- | ------------------ | ------------------- | ---------------------------------------------------------------------- | --------- | --------------------- |
| Abdullah عبد الله الأول بن الحسين | Tháng 2, 1882 – 20 tháng 7 năm 1951 (69 tuổi) | 1 tháng 4 năm 1921 | 25 tháng 5 năm 1946 | Vua Iraq được chỉ định trước đây trong một thời gian ngắn vào năm 1920 | Hashemite | Abdullah I của Jordan |

### Vương quốc Hashemite Transjordan/Jordan(1946–nay)
| Tên                                 | Tuổi thọ                                            | Bắt đầu trị vì      | Kết thúc trị vì                 | Ghi chú                                                         | Dòng dõi  | Hình                   |
| ----------------------------------- | --------------------------------------------------- | ------------------- | ------------------------------- | --------------------------------------------------------------- | --------- | ---------------------- |
| Abdullah I عبد الله الأول بن الحسين | Tháng 2, 1882 – 20 tháng 7 năm 1951 (69 tuổi)       | 25 tháng 5 năm 1946 | 20 tháng 7 năm 1951 (bị ám sát) | Tuyên bố là vua của Palestine bởi Hội nghị Jericho vào năm 1948 | Hashemite | Abdullah I của Jordan  |
| Talal طلال بن عبد الله              | 26 tháng 2 năm 1909 – 7 tháng 7 năm 1972 (63 tuổi)  | 20 tháng 7 năm 1951 | 11 tháng 8 năm 1952 (thoái vị)  | Con trai của Abdullah I                                         | Hashemite | Talal của Jordan       |
| Hussein حسين بن طلال                | 14 tháng 11 năm 1935 – 7 tháng 2 năm 1999 (63 tuổi) | 11 tháng 8 năm 1952 | 7 tháng 2 năm 1999              | Con trai của Talal                                              | Hashemite | Hussein của Jordan     |
| Abdullah II الملك عبد الله الثانى   | 30 tháng 1, 1962                                    | 7 tháng 2 năm 1999  | Đương vị                        | Con trai của Hussein                                            | Hashemite | Abdullah II của Jordan |